# Landemont
Landemont is een plaats en voormalige gemeente in het Franse departement Maine-et-Loire in de regio Pays de la Loire en telt 1481 inwoners (1999). De plaats maakt deel uit van het arrondissement Cholet.

## Geschiedenis
Toen op 15 maart 2015 het kanton Champtoceaux werd opgeheven gingen de gemeenten op in het op die dag gevormde kanton La Pommeraye. Op 15 december 2015 fuseerden de gemeenten van het voormalige kanton tot de commune nouvelle Orée d'Anjou.

## Geografie
De oppervlakte van Landemont bedraagt 18,7 km², de bevolkingsdichtheid is 79,2 inwoners per km².
De onderstaande kaart toont de ligging van Landemont met de belangrijkste infrastructuur en aangrenzende gemeenten.

## Demografie
Onderstaande figuur toont het verloop van het inwonertal.
Bouzillé · Champtoceaux · Drain · Landemont · Liré · Saint-Christophe-la-Couperie · Saint-Laurent-des-Autels · Saint-Sauveur-de-Landemont · La Varenne